# Sunjung manhwa
Sunjung manhwa hay sunjeong manhwa (Hangul: 순정만화; Hanja: 純情漫畵; phiên âm Hán-Việt: Thuần tình mạn họa) là thể loại manhwa chủ yếu nhắm tới các thiếu nữ trẻ. Thuật ngữ này được sử dụng từ những năm 1950, và là phiên bản Hàn Quốc của thể loại truyện tranh Nhật Bản shōjo manga.